# Royal Institution of Chartered Surveyors
 (août 2016).
Si vous disposez d'ouvrages ou d'articles de référence ou si vous connaissez des sites web de qualité traitant du thème abordé ici, merci de compléter l'article en donnant les références utiles à sa vérifiabilité et en les liant à la section « Notes et références ».
La Royal Institution of Chartered Surveyors (RICS) est une organisation professionnelle internationale, indépendante et autorégulée. Elle offre une qualification et des normes reconnues sur les marchés de l’immobilier, de la construction et de l’infrastructure. 
La mission de la RICS se décline en trois volets : 
- Former des professionnels et maintenir un niveau d’excellence de ses membres grâce à une formation continue,

- Promouvoir la profession immobilière et faire appliquer des normes professionnelles et éthiques,
- Apporter des solutions aux défis majeurs auxquels le secteur est confronté.

On compte environ 130 400 professionnels et candidats de la RICS dans le monde, et tout individu ou entreprise inscrit à la RICS bénéficie de son gage de qualité. Les professionnels sont reconnaissables aux lettres AssocRICS, MRICS ou FRICS et les entreprises à la formule « réglementée par la RICS ».
La RICS a été fondée à Londres en 1868 et a obtenu une charte royale de la reine Victoria en 1881.
La RICS France a été créée en 1991.
La RICS compte 17 groupes professionnels dont actuellement 11 sont représentés en France. Ces groupes professionnels (GP) recouvrent l'ensemble des spécialités professionnelles assurées par les Chartered Surveyors dans le monde.
Les groupes professionnels sont animés par des Boards. Ce sont des lieux de réflexion et d'échanges qui agissent en liaison avec le conseil de RICS France pour faire connaitre les standards de la RICS dans un secteur d'activité, pour faire évoluer les pratiques professionnelles, pour être reconnus comme interlocuteur essentiel sinon incontournable[style trop lyrique ou dithyrambique] par rapport aux autorités de tutelle et aux professionnels du secteur. Des campagnes de promotion sont diffusées sur les réseaux sociaux, tel LinkedIn, utilisant un subtil langage faisant accroire que l'adhésion au système RICS est une obligation légale (ordre public).  

## Le siège
Le siège de la RICS est à Londres au 12 Great Georges Street. Il s’agit du seul immeuble privé de Parliament Square.